# Отхематом
Отхематом је повредом изазвано накупљање излива крви и стварања крвног подлива (хематома). Промена је најчешће локализована на једном месту, на предњој површини ушне шкољке у облику јастучасте избочине плавичасте боје осетљиве на додир.

## Етиопатогенеза
Сакупљена крви код отхематома налази се испод перихондријумом, јер је кожа са њим толико срасла да се сама не може да се подиже са подлоге. За разлику од хематом на другим деловима тела, ресорпција овог хематом не мења клиничку слику, јер одлепљена кожа са перихондријумом нема склоност да поново прилегне и срасте уз подлогу. Зато на место крвног подлива код отхематома, након две до три недеље долази до стварања серозна течност, а потом и пластичног ексудат. Истовремено и еластична хрскавица лишена перихондријума мења своју структуру, и након неколико недеља долази до трајне деформације ушне шкољке. Шкољка постаје дебела неправилна, нема рељефа и местимично је скврчена. Такве облике ушне шкољке налазимо нпр. код особа са једнократним повредама ува, код спортиста који се баве борилачким спортовима (бокс, рвање), војника који спавају на тврдом узглављу, радника који нос велике џакове на рамену и слично.

## Клиничка слика
Карактерише се знацима дифузно ливидног (плавичастог) отока ушне шкољке, и губитком рељефа. Кожа изнад отока није упаљена, а сам оток обично није болан, али је осетљива на додир и са јасно је израженим знацима флуктуације.

## Терапија
Лечење отхематома је успешно ако болесник одмах након повреде затражи помоћ лекара. Док још постоји свеж излив крви у ушној шкољци, у подручју хематома врши се неколико линеарних инцизија кроз кожу и перихондријум, и то на местима која одговарају најдубљим тачкама природног рељефа шкољке. Сваку од тих инцизија, којих има обично 5 или 6, треба претворити у мали прозорчић, тиме што ће се са рубова зареза одстранити дугуљасти комадићи коже. Поступак осигурава трајну дренажу крви без употребе дрена и потпуно зарашћивање рана без деформације и видљивих ожиљака на ушној шкољци.
Код неблаговремено лечених отхематома, оперативно мора да се ради ексцизија некротичног ткива и у другом акту реконструкција насталих деформитета на ушној шкољци.

## Компликације
Нелечени отхематом може изазвати некрозу или инфекцију хрскавице, а последица тога је деформација ушне шкољке.